# آنجلا استیونز
آنجلا استیونز (انگلیسی: Angela Stevens؛ زادهٔ ۸ مارس ۱۹۲۵) هنرپیشه و خواننده اهل ایالات متحده آمریکا است. وی مابین سال‌های ۱۹۵۰ تا ۱۹۶۳ بیش از چهل مرتبه در سینما و تلویزیون ظاهر شد.

## گزیده فیلمشناسی
وی سال‌های اولیه فعالیتش را با حضور در چندین مورد از فیلم‌های سه کله‌پوک گذراند.
از فیلم‌ها یا برنامه‌های تلویزیونی که وی در آن نقش داشته‌است می‌توان به آثار زیر اشاره کرد.
- وحشی (در نقش بتی بازی کرد اما نامش در عنوان‌بندی فیلم ذکر نشده‌است)